# Троєглава
45°32′ пн. ш. 17°07′ сх. д. / 45.53° пн. ш. 17.11° сх. д.
Троєглава (хорв. Trojeglava) — населений пункт у Хорватії, в Б'єловарсько-Білогорській жупанії у складі громади Дежановаць.

## Населення
Населення за даними перепису 2011 року становило 254 осіб.
Динаміка чисельності населення поселення: